# Halowe Mistrzostwa Europy w Lekkoatletyce 1982 – bieg na 400 m kobiet
Bieg na 400 metrów kobiet – jedna z konkurencji biegowych rozgrywanych podczas halowych lekkoatletycznych mistrzostw Europy w Palasport di San Siro w Mediolanie. Eliminacje i półfinały zostały rozegrane 6 marca, a bieg finałowy 7 marca 1982. Zwyciężyła reprezentantka Czechosłowacji Jarmila Kratochvílová, która tym samym obroniła tytuł zdobyty na poprzednich mistrzostwach. Kratochvílová ustanowiła w finale aktualny do tej pory (grudzień 2020) halowy rekord świata czasem 49,59 s.

## Rezultaty

### Eliminacje
Rozegrano 3 biegi eliminacyjne, do których przystąpiło 11 biegaczek. Awans do półfinału dawało zajęcie jednego z pierwszych dwóch miejsc w swoim biegu (Q). Skład półfinałów uzupełniły dwie zawodniczki z najlepszym czasem wśród przegranych (q).
Opracowano na podstawie materiału źródłowego.
Bieg 1
| Miejsce | Zawodniczka           | Czas  | Uwagi |
| ------- | --------------------- | ----- | ----- |
| 1       | Jarmila Kratochvílová | 52,54 | Q     |
| 2       | Ann-Louise Skoglund   | 53,09 | Q     |
| 3       | Ludmiła Biełowa       | 53,17 | q     |
| 4       | Elke Decker           | 54,37 |       |

Bieg 2
| Miejsce | Zawodniczka                | Czas  | Uwagi |
| ------- | -------------------------- | ----- | ----- |
| 1       | Taťána Kocembová           | 53,55 | Q     |
| 2       | Verona Elder               | 53,56 | Q     |
| 3       | Mary Wagner                | 53,94 | q     |
| 4       | Marie-Christine Champenois | 55,01 |       |

Bieg 3
| Miejsce | Zawodniczka   | Czas  | Uwagi |
| ------- | ------------- | ----- | ----- |
| 1       | Gaby Bußmann  | 53,56 | Q     |
| 2       | Dagmar Rübsam | 53,94 | Q     |
| 3       | Jelena Korban | 54,14 |       |

### Półfinały
Rozegrano 2 biegi półfinałowe, w których wystartowało 8 biegaczek. Awans do finału dawało zajęcie jednego z dwóch pierwszych miejsc w swoim biegu (Q).
Opracowano na podstawie materiału źródłowego.
Bieg 1
| Miejsce | Zawodniczka           | Czas  | Uwagi |
| ------- | --------------------- | ----- | ----- |
| 1       | Jarmila Kratochvílová | 51,90 | Q     |
| 2       | Dagmar Rübsam         | 52,73 | Q     |
| 3       | Mary Wagner           | 52,89 |       |
| 4       | Verona Elder          | 53,00 |       |

Bieg 2
| Miejsce | Zawodniczka         | Czas  | Uwagi |
| ------- | ------------------- | ----- | ----- |
| 1       | Taťána Kocembová    | 52,43 | Q     |
| 2       | Gaby Bußmann        | 52,85 | Q     |
| 3       | Ann-Louise Skoglund | 52,85 |       |
| 4       | Ludmiła Biełowa     | 53,17 |       |

### Finał
Opracowano na podstawie materiału źródłowego.
| Miejsce | Zawodniczka           | Czas  | Uwagi |
| ------- | --------------------- | ----- | ----- |
| 1       | Jarmila Kratochvílová | 49,59 | WR    |
| 2       | Dagmar Rübsam         | 51,18 |       |
| 3       | Gaby Bußmann          | 51,57 | NR    |
| 4       | Taťána Kocembová      | 51,62 |       |